# Igreja da Ordem Terceira do Carmo (Santos)
A Igreja Nossa Senhora do Carmo, em Santos, São Paulo, teve sua construção iniciada em 1760 e tombada pelo Instituto do Patrimônio Histórico e Artístico Nacional, trata de um conjunto arquitetônico colonial de Santos, composto por 2 igrejas entrepostas por uma torre revestida de azulejos portugueses. A Igreja Nossa Senhora do Carmo possui altar em estilo rococó folheado a ouro e altares laterais esculpidos em jacarandá. Abriga obras de Benedicto Calixto.
Em 1941 um incêndio destruiu o altar-mor, reconstruído depois. O conjunto barroco dos altares laterais, representando a via sacra, é considerado o mais importante do litoral paulista.